# Deutsch-Nordische Handels- und Industrie-Ausstellung

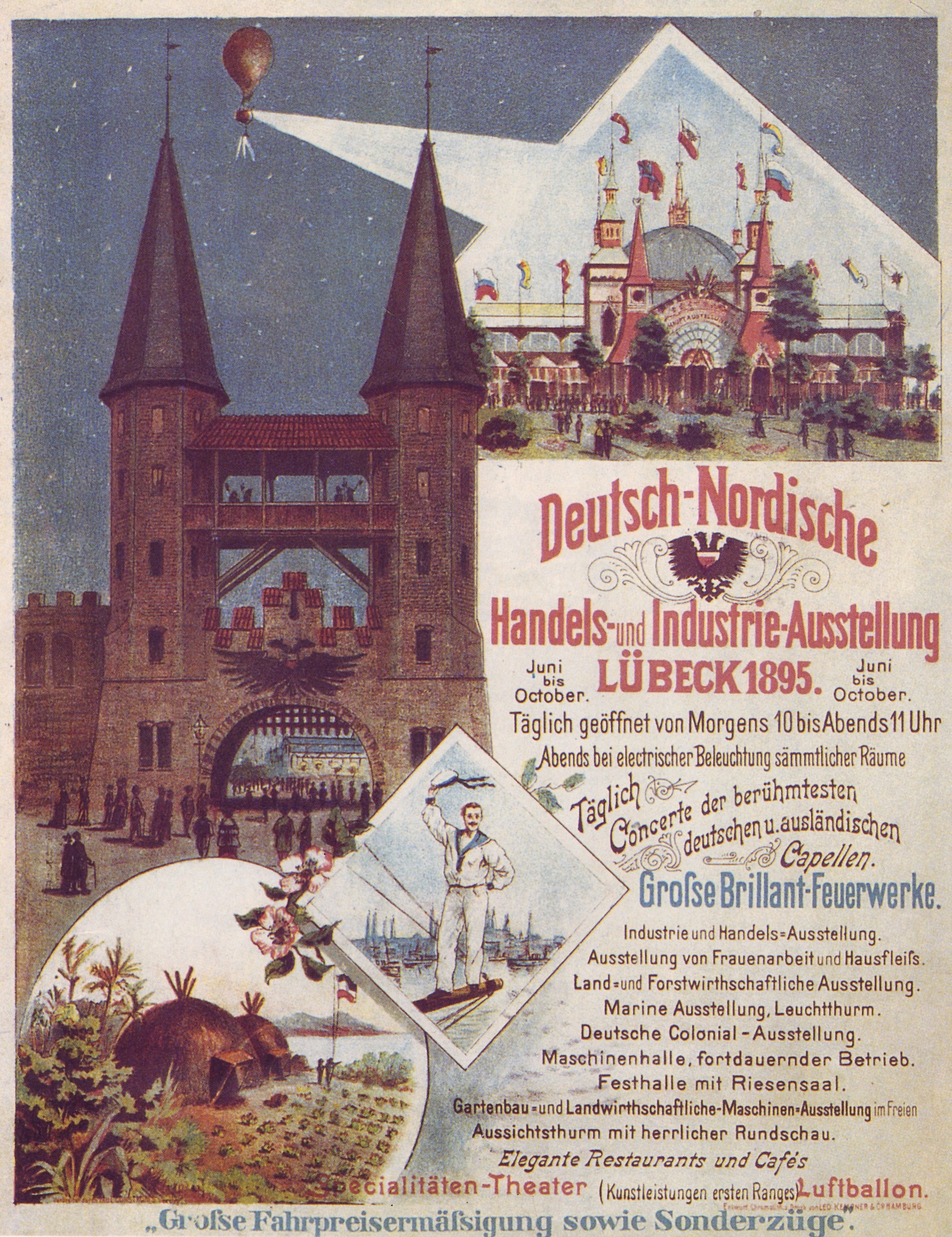
Plakat der Ausstellung

Die Deutsch-Nordische Handels- und Industrie-Ausstellung fand vom 21. Juni bis zum 30. September 1895 in Lübeck statt.

## Geschichte

Das Eingangsportal zum Ausstellungsgelände. (Nachbildung des mittleren Mühlentors)

Panoramafoto des Ausstellungsgeländes mit Moltkebrücke.

Als Vater dieser Ausstellung gilt der Fabrikant Heinrich Thiel. Im Anschluss an den von Ernst Elfeld vor Mitgliedern des Industrie-Vereins gehaltenen Vortrag über „Die Förderung des Ausfuhrhandels und der Industrie durch die Exportvereine als gemeinnützige Unternehmungen“ am Abend des 8. Februar 1894 äußerte er die Idee zur Durchführung einer Handels- und Industrieausstellung in Lübeck.
Zum Präses wurde der Präses der Kammer. Als seinen Stellvertreter wählte das Komitee aber nicht den Vorsitzenden des Industrie-Vereins, sondern den stellvertretenden Handelskammerpräses Emil Possehl. Das Komitee vermochte so, auf dessen internationale Verbindungen zurückgreifen. Er war Kenner zahlreicher auf deutschem Boden stattgefundener Gewerbeausstellungen und war 1893 auf der Chicagoer Industrieausstellung.
Die Ausstellung, deren Hauptzweck es war, die Aufmerksamkeit auf den Wirtschaftsstandort Lübeck zu lenken, folgte dem Vorbild ähnlicher Veranstaltungen in Hamburg (1889) und der Nordwestdeutschen Gewerbe- und Industrieausstellung in Bremen (1890). Als Ausstellungsgelände diente das östlich der Altstadt jenseits der Wakenitz gelegene Gut Marli, das zu diesem Zweck von seinem Eigentümer, dem Architekten Ferdinand Wallbrecht, in Vorbereitung der von ihm geplanten anschließenden Baulandverwertung zur Verfügung gestellt wurde.

Plan des Ausstellungsgeländes (Entwurf, etwa 1895). Anmerkung: Der Ausstellungsbeginn ist hier noch mit „29. Juni“ angegeben.

Auf dem rund 140.000 Quadratmeter großen Gelände an der Moltkestraße, die Wallbrecht auf eigene Kosten zur Erschließung des Geländes angelegt hatte, präsentierten in 70 Pavillons und zwei großen Ausstellungshallen insgesamt 1794 Aussteller Industrieerzeugnisse und Handelsgüter. 15 Prozent der Aussteller kamen aus dem Ausland, vorwiegend aus dem Russischen Reich und den skandinavischen Staaten. Den Besuchern standen mehrere Restaurants zur Verfügung, und von einem 30 Meter hohen Aussichtsturm konnte man über die Wakenitz hinweg die Silhouette der Lübecker Altstadt betrachten. Das Eingangsportal war in Gestalt einer Nachbildung des 1809 abgebrochenen mittleren Mühlentors der früheren Lübecker Stadtbefestigung errichtet worden. Der wirtschaftlichen Leistungsschau waren eine Gartenbau-, eine Kolonial- und eine Marineausstellung angeschlossen. Die gärtnerischen Anlagen des Ausstellungsgeländes plante der Stadtgärtner Metaphius Theodor August Langenbuch.
Um dem erwarteten Andrang gerecht werden zu können, war eigens eine neue Straßenbahn-Linie gebaut worden, mit der Besucher von der Innenstadt bis zum Ausstellungsgelände fahren konnten. Der Eintritt zur Ausstellung betrug an Wochentagen eine Mark, sonntags 50 Pfennig. Kinder unter 12 Jahren sowie Militärangehörige vom Feldwebel abwärts entrichteten jeweils halbe Eintrittspreise.
Obwohl insgesamt 750.000 Besucher kamen, schloss die Deutsch-Nordische Handels- und Industrie-Ausstellung mit einem finanziellen Defizit ab. Die Ausstellungsbauten wurden nach Ende der Veranstaltung vollständig beseitigt, und auf dem Marli-Gelände wurde ein Wohngebiet geschaffen, das Bestandteil der in der ersten Hälfte des 20. Jahrhunderts städtebaulich entwickelten Lübecker Vorstadt St. Gertrud wurde.

## Folgeveranstaltung
Der Grundgedanke dieser Ausstellung wurde erst nach dem Ersten Weltkrieg durch die Nordische Woche (1. bis 11. September 1921) wieder aufgenommen. Das äußerst kontrovers diskutierte Plakat dieser Veranstaltung, geschaffen von dem Gebrauchsgraphiker Alfred Mahlau, prägte die weitere Stadtwerbung Lübecks, bis die 1960er-Jahre. Er hatte plakativ eine Vielzahl von Fischkuttern mit roten und schwarzen Masten um einen roten Duckdalben vertäut dargestellt. Das Plakat wurde in der Presse als „blutiges Stachelschwein“ bezeichnet, vom Reichskunstwart Edwin Redslob dagegen „als eines der am besten gelösten Plakate, welches die letzte Zeit gefunden hat“. Die Nordische Woche 1921 bestand aus mehreren Veranstaltungen nebeneinander, mit denen die Hansestadt sich aus ihrer Isolation in einer Randlage befreien und an ihre Zentralität im Ostseeraum erinnern und neu anknüpfen wollte. Das lokale Handwerk und die Lübecker Industrie stellten sich in einer Messe vor dem Holstentor vor. In der Katharinenkirche als Museumskirche wurden „Emil Noldes religiöse Bilder gezeigt“ ergänzt durch religiöse Plastik im Hauptschiff der Kirche. Im Unterchor der Kirche wurde eine Ausstellung über deutsche und nordische Architekten gezeigt und im Oberchor Urkunden, Siegel und Inkunabeln aus eigenen Beständen. Das Behnhaus zeigte Lübecker Kunst und das Schabbelhaus die Kunst aus Skandinavien. Das Programm wurde ergänzt durch Musikveranstaltungen und Konzerte sowie zahlreiche Vorträge. Thomas Mann sprach über Goethe und Tolstoj, Jonny Roosval über Beziehungen Lübecker Kunst zu Skandinavien. Im Bereich darstellender Kunst gab Hans Holtorf den Totentanz und Mary Wigman gab einen Tanzabend.
Die zu diesem Zwecke als Träger des wirtschaftlichen wie kulturellen Austauschs ebenfalls 1921 in Lübeck gegründete Nordische Gesellschaft wurde zunächst in Lübeck ein wichtiger Kulturträger, jedoch nach der Gleichschaltung 1933 von den Nationalsozialisten auf Reichsebene zu einer bedeutenden Organisation ihrer Propaganda in Richtung Nordeuropa ausgebaut. Von 1934 bis 1939 war Lübeck als Sitz des Reichskontors dieser Gesellschaft auch Veranstaltungsort der aufwändig abgehaltenen Reichstagungen der Nordischen Gesellschaft. Bereits 1940 wurde deutlich, das die Propaganda in Skandinavien nicht verfing. Die Nordische Gesellschaft wurde 1956 abgewickelt.

Pavillons auf dem Ausstellungsgelände.
Café/Restaurant auf dem Ausstellungsgelände.
Gaststätte auf dem Ausstellungsgelände.